# Carl Axel Grewell

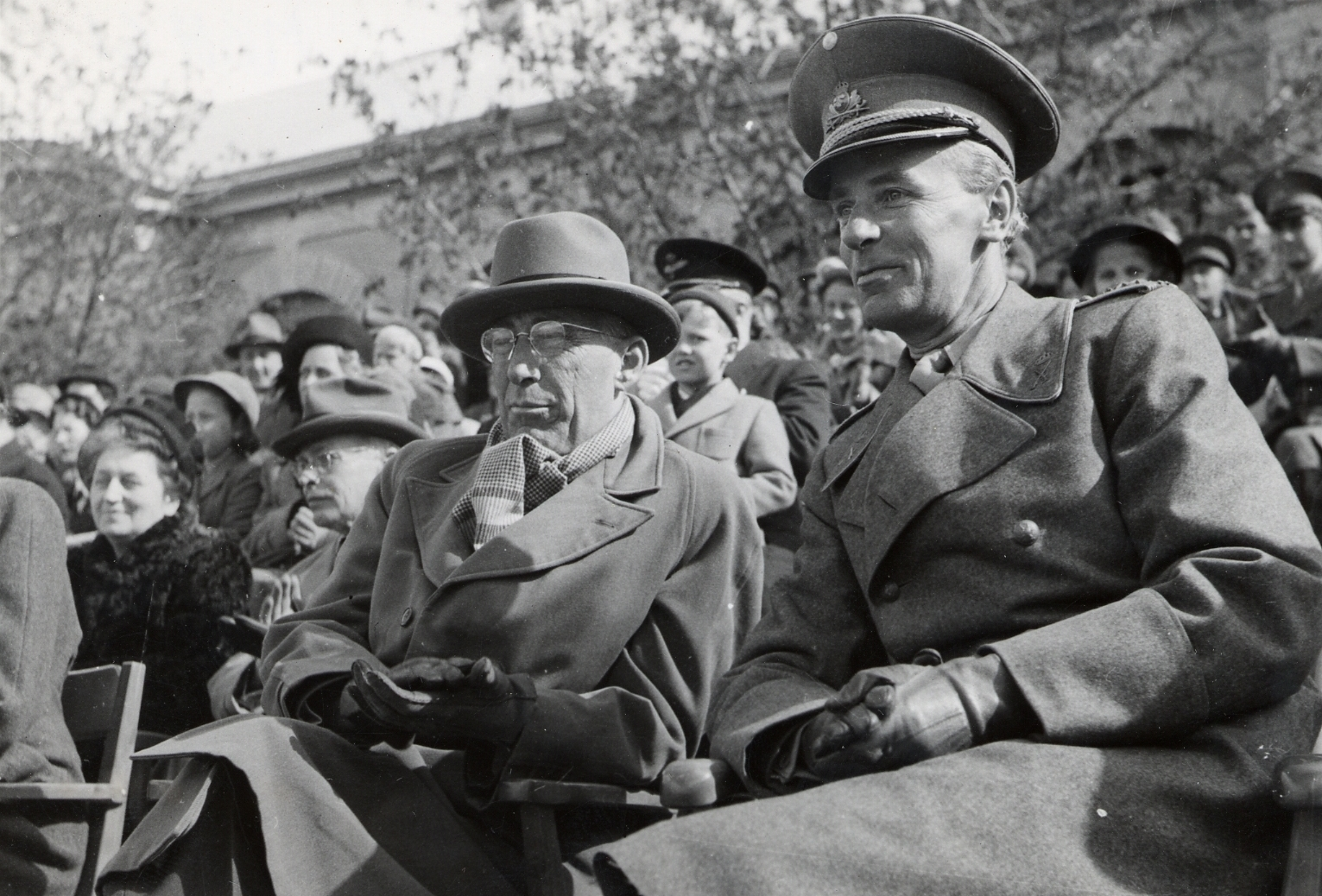
Försvarsminister Allan Vougt och Carl Axel Grewell vid uppvisning på Arméns underofficersskola i Uppsala 1949.

Carl Axel Grewell, född den 14 september 1897 i Linköping, död den 6 februari 1977 i Stockholm, var en svensk militär.
Grewell blev fänrik vid Första livgrenadjärregementet 1919, löjtnant där 1922 och vid Livgrenadjärregementet 1928. Efter att ha genomgått Ridskolan 1925–1926 och Krigshögskolan 1931–1933 blev han kapten vid regementet 1934. Grewell var adjutant hos hertigen av Västerbotten 1934–1947 (ordonnansofficer 1933). Efter att han varit chef för Infanteriets officersaspirantskola 1939–1940 blev han major vid Värmlands regemente 1940, överstelöjtnant i arméinspektionen 1944 och överste vid regementet 1949. Grewell var chef för Arméns underofficersskola 1948–1950 och chef för Upplands regemente 1950–1957. Han blev riddare av Svärdsorden 1940, av Vasaorden 1946 och av Nordstjärneorden 1950 samt kommendör av Svärdsorden 1953 och kommendör av första klassen 1957. Grewell vilar på Gamla griftegården i Linköping.